# Michelangelo Crispi
Michelangelo Crispi (Catania, 5 febbraio 1972) è un ex canottiere e dirigente sportivo italiano.

## Biografia
È sposato con Teresa ed ha due figlie Valentina e Federica. Ha conseguito la laurea in economia e management presso l'Università di Pescara.

### Carriera nel canottaggio
Ha iniziato a praticare il canottaggio presso il Circolo Canottieri Jonica di Catania.
In carriera ha ottenuto 10 titoli di Campione d’Italia. 
La sua squadra di club è stata il Gruppo Sportivo Fiamme Gialle.
Ha rappresentato l'Italia ai Giochi olimpici estivi di Atlanta 1996, dove si è classificato 8º nel 2 di coppia pesi leggeri, con Marco Audisio.
Ai Giochi del Mediterraneo di Bari 1997 ha vinto l'oro nel 2 di coppia pesi leggeri, precedendo sul podio i francesi Frédéric Dufour e Pascal Touron e gli spagnoli Josep Colome e Carlos Dinares.

### Dirigente sportivo
Al termine dell'attività agonistica è divenuto direttore sportivo del Gruppo Naurico Fiamme Gialle.
È stato insignito del distintivo d'oro dello sport militare. Ha ricevuto due medaglie d'oro al valore atletico e il Collare d'Oro al valore atletico dal CONI. 
Dal 2017 al 2020 è stato consigliere federale della Federazione Italiana Canottaggio (FIC), con la delega all'area tecnica.  Dal 7 febbraio 2021 è stato nominato vice presidente ed ha la responsabilità e il controllo dell'area tecnica olimpica e paralimpica.

## Palmarès
- Mondiali

Montréal 1992: oro nel 4 di coppia pesi leggeri;
Račice 1993: argento nel 4 di coppia pesi leggeri;
Indianapolis 1994: oro nel 2 di coppia pesi leggeri;
Aiguebelette 1997: argento nel 2 di coppia pesi leggeri;
Colonia 1998: argento nel 2 di coppia pesi leggeri;
St. Catharines 1999: oro nel 2 di coppia pesi leggeri;
- Giochi del Mediterraneo

Bari 1997: oro nel 2 di coppia pesi leggeri;